# Città di Castello
Città di Castello is een stad in de Italiaanse regio Umbrië en behoort tot de provincie Perugia.
De stad ligt in het Val Tiberina op de linkeroever van de rivier de Tiber. Città di Castello is gesticht door de Umbriërs rond de 8e eeuw v.Chr.. In 283 v.Chr. namen de Romeinen het bestuur van de stad over en gaven haar de naam Tifernum Tiberinum. Na de val van het Romeinse Rijk werd de stad verwoest door de Ostrogoten onder leiding van hun koning Totila. In de middeleeuwen was de stad, toen Civitatis Castelli geheten, een welvarende vrije commune die regelmatig in conflict kwam met naburige steden en staten. Tijdens de de renaissance was het het domein van de machtige familie Vitelli.
Città di Castello wordt vanwege de ligging en dialect vaak beschouwd als de minst Umbrische stad van de regio. Het is een bedrijvige levendige stad, die vooral in de 20e eeuw een grote bevolkingsgroei meemaakte. Langs de oever van de Tiber is de keramische, meubel- en textielindustrie gevestigd, tevens worden in de stad landbouwmachines geproduceerd. De stad ligt langs de belangrijke spoor- en autoweg die de verbinding vormen van Cesena naar Rome.

## Bezienswaardigheden
- Castello di Petroia, de burcht van Gubbio uit de 9e en 10e eeuw.
- Kathedraal San Florido e Amanzio (11e eeuw)
- Palazzo Comunale (1322)
- Palazzo Vitelli alla Cannoniera (Pinacotheek) (15e eeuw)
- Palazzo del Podestà (1687)

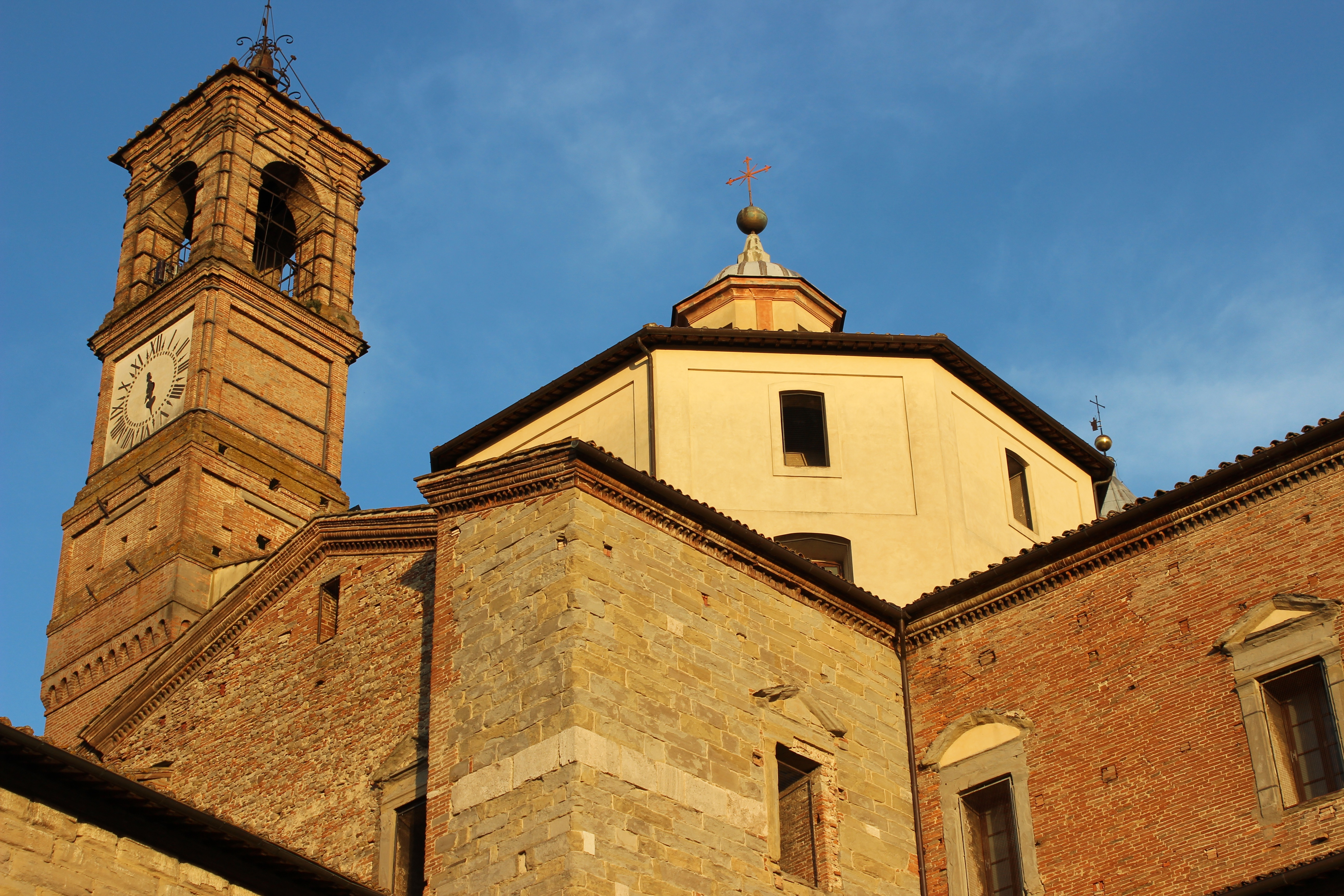
Kathedraal San Florido e Amanzio
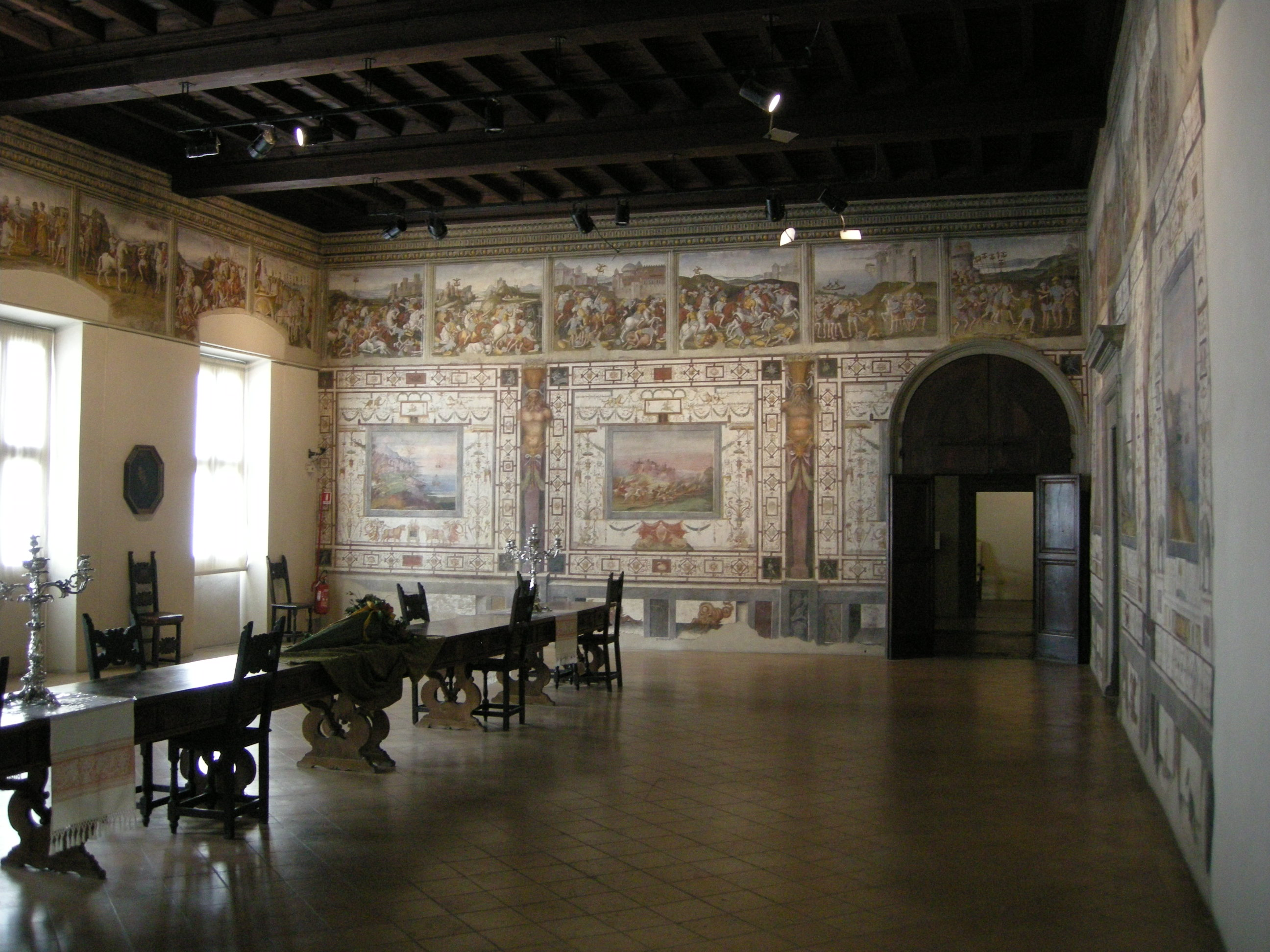
Palazzo Vitelli alla Cannoniera
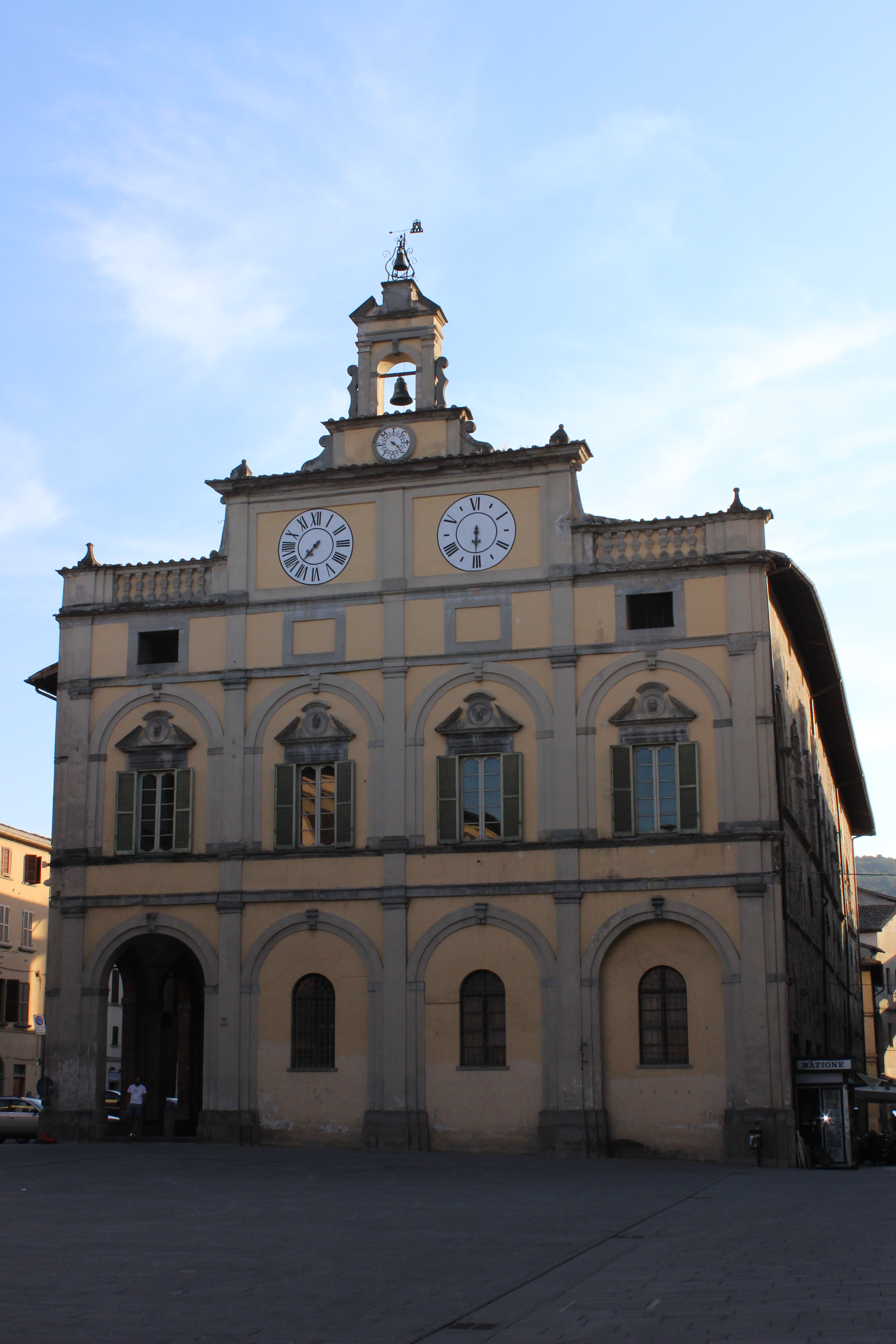
Palazzo del Podestà

## Geboren
- Paus Celestinus II (?-1144), geboren als Guido di Castello
- Margherita van Città di Castello (1287-1320), Italiaanse heilige
- Antonio Maria Abbatini (ca. 1597-ca. 1679), componist en  kapelmeester
- Alberto Burri (1915-1995), kunstschilder
- Monica Bellucci (1964), supermodel en actrice
- Michele Bravi (1994), zanger